# Back in the Saddle Again
Back in the saddle again es el 39no episodio de la serie de televisión norteamericana Gilmore Girls.

## Resumen del episodio
Cuando Rory debe hacer un proyecto de negocios para la escuela junto a Paris, Madeleine, Louise, Chip y Brad, le pide asesoramiento a su madre. Ella se niega, pero le dice que le pregunte a su abuelo, quien está jubilado. Richard se niega primero, pero luego cambia de parecer y disfruta mucho las reuniones del grupo de Rory, incluso quizás mejor que ella. Sin embargo, el día de la competición, el grupo de Rory pierde y tanto Richard como Paris son los más afectados. Más tarde, Richard le dice a su familia que no desea seguir jubilado y que quiere volver a trabajar. Entre tanto, Sookie recibe las invitaciones para su boda, pero en ellas aparece otro nombre en vez del suyo, y Michel recibe la visita de su madre, Giselle. Pero cuando Lorelai le cuenta a Giselle de los hábitos de Michel, ella vuelve loco a su hijo con todas sus preguntas respecto a por qué se mudó. Mientras tanto, Dean no le da mucho espacio a Rory y le deja muchos mensajes en el día; Lorelai le dice que le dé un momento de respiro, ya que sino ella podría aburrirse de él. Finalmente, cuando Rory le dice a su madre que irá a verse con Lane, pero en Luke's, Lorelai regresa a casa y encuentra a Dean, quien le dice que a Rory le gusta Jess.

## Errores
Cuando Dean le está diciendo a Rory que tenía mucho sin ir a sus partidos; se ve cómo trae una cadena por fuera del suéter pero cuando se le enfoca a él solo aparece la cadena por dentro. (14:30)
- Datos: Q11680117